# Verseveldtia trochiforme
Verseveldtia trochiforme är en korallart som först beskrevs av Sydney John Hickson 1900.  Verseveldtia trochiforme ingår i släktet Verseveldtia och familjen läderkoraller. Inga underarter finns listade i Catalogue of Life.